# Comté de Harford
Le comté de Harford (anglais : Harford County) est un comté situé dans le nord-est de l'État du Maryland, aux États-Unis. Le siège du comté est à Bel Air. Selon le recensement de 2020, sa population est de 260 924 habitants.

## Géographie
Le comté a une superficie de 1 364 km2, dont 1 140 km2 de terres.